# Allan Chapman (homme politique)
Allan Chapman (18 mars 1897  - 7 janvier 1966) est un homme politique du Parti unioniste écossais .

## Biographie
Chapman est le fils de H. Williams Chapman et fréquente le Queens' College de Cambridge. Il est élu aux élections générales de 1935 en tant que député pour la circonscription de Rutherglen dans le Lanarkshire. Il occupe le siège pendant les années de guerre, mais aux élections générales de 1945, il est battu par le candidat du Parti travailliste Gilbert McAllister .
Dans le gouvernement de coalition en temps de guerre, il est ministre adjoint des Postes de mars 1941 à mars 1942, puis sous-secrétaire d'État pour l'Écosse jusqu'à la dissolution du gouvernement de coalition en mai 1945. Dans le gouvernement intérimaire qui suit, il partage le poste avec Thomas Dunlop Galbraith jusqu'à ce que le nouveau gouvernement travailliste prenne ses fonctions fin juillet .
Il est marié à Béatrice Cox. Il est décédé à l'infirmerie royale de Dundee, à l'âge de 68 ans .